# ミミズクガニ
ミミズクガニ（木兎蟹、学名:Cyclocoeloma tuberculatum）は、モガニ科に分類されるカニの一種。

## 特徴
甲長平均45mmほど。甲羅の裏側は丸みを帯びており、吻側は比較的前方に出ている。目は頭部の横に飛び出している。甲羅はイソギンチャクに覆われているため観察することは困難だが、薄い茶褐色で短い棘が生えており、装飾された生物はその棘や毛で甲羅と脚に固定されている。爪は小さく斑点模様がある。イソギンチャクを身に纏い捕食者から身を隠している。甲羅にイソギンチャクモドキ科のイソギンチャクを固定し、足には八放サンゴ亜綱のサンゴを植え付ける。

## 分布
インド洋から太平洋地域の熱帯海域全体に分布している。